# Verneuil-le-Château
Verneuil-le-Château é uma comuna francesa na região administrativa do Centro, no departamento Indre-et-Loire. Estende-se por uma área de 8,19 km². Em 2010 a comuna tinha 127 habitantes (densidade: 15,5 hab./km²).